# Gottorfer Codex

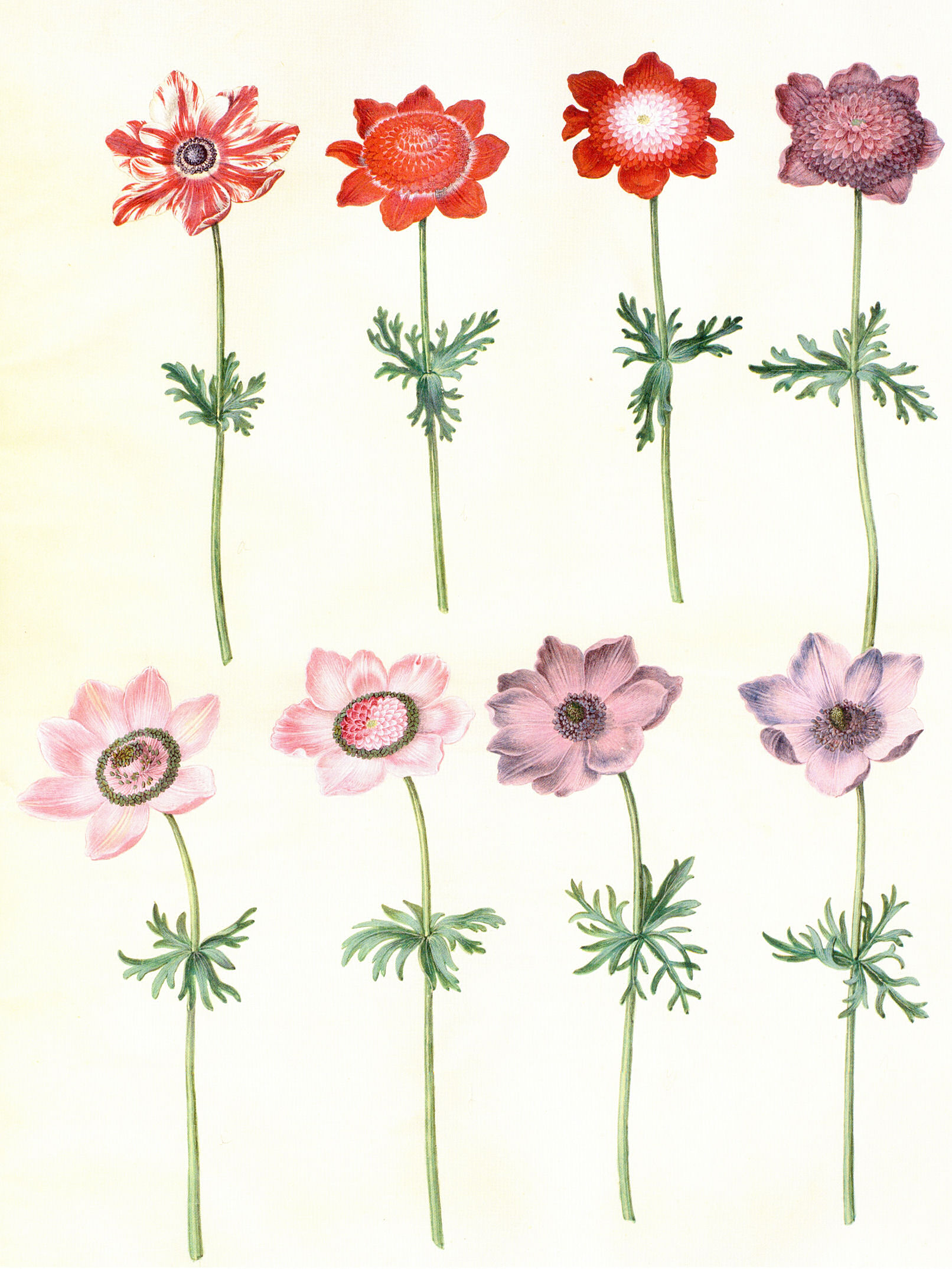
Bild der Kronenanemonen aus dem Codex

Der Gottorfer Codex ist ein vierbändiger Pflanzenatlas, der von Hans Simon Holtzbecker im Auftrag Herzog Friedrichs III. von Schleswig-Holstein-Gottorf von 1649 bis 1659 erstellt wurde.
Unter Herzog Friedrich wurde nördlich des Gottorfer Schlosses der sogenannte Neuwerkgarten angelegt, ein frühbarocker Terrassengarten, der neben dem berühmten Globushaus auch mit einer Vielzahl exotischer Pflanzen geschmückt wurde. Die teilweise pflegeintensiven Pflanzen, zu denen neben verschiedenen Hyazinthen-, Narzissen- und Tulpenarten auch Zitrusgewächse und Aloen gehörten, waren im Nordeuropa des 17. Jahrhunderts eine Sensation und sollten mit dem Codex katalogisiert werden. Die vier Bände mit insgesamt 1180 Gouachen auf 365 Pergamentseiten (ein bis zehn Motive pro Seite) wurden von dem Hamburger Künstler Hans Simon Holtzbecker († 1671) im Zeitraum von zehn Jahren gezeichnet, mit dem Tode des Herzogs wurden die Arbeiten jedoch eingestellt.
In den später zum Teil verwilderten Gottorfer Gärten haben sich bis heute ca. zwanzig Pflanzenarten aus der Zeit des 17. Jahrhunderts halten können. Während der Rekonstruktion des Neuwerk-Gartens diente der Codex als Orientierungspunkt für die neue Bepflanzung.
Das Original des Gottorfer Codex wird heute in der „Kongelige Kobberstiksamling“ des Statens Museum for Kunst in Kopenhagen verwahrt und wurde 2009–2011 für 400.000 Euro restauriert. 2009 bis 2011 stellte das „Landesmuseum für Kunst und Kulturgeschichte“ (Schloss Gottorf) in Schleswig alle vier Bände nacheinander aus.